# 5-й окремий батальйон УДА (Україна)
5-й окремий батальйон — український добровольчий батальйон, початково сформований у складі Добровольчого українського корпусу, а від грудня 2015 року діє у складі Української добровольчої армії.

## Історія
Командир — Владислав «Чорний», заступник — «Хорват», начальник штабу — … (до 12 березня 2015 року — «Сокіл»; до 26 серпня 2015 року — «Подолянин»), т.в.о. начальника ВПЖ — «Варяг». Чисельність — 450 осіб. Дислокується у районі Донецького аеропорту, селища Піски та на позиції «Шахта».
Створений 17 липня 2014 року на базі діючого підрозділу силового блоку «Правого сектора» у фронтовій зоні Донецької області.
26 листопада 2014 року при батальйоні було створено відділ Служби Безпеки: керівник — подруга «Катерина»; також призначений начальник контррозвідки батальйону — «Гонта». Підпорядковуються безпосередньо керівнику Служби Безпеки «Правого сектора».
12 липня 2015 року, батальйон на чолі з комбатом «Чорним» був виведений із зони АТО у знак підтримки акцій протесту щодо Мукачівського інциденту.
28 грудня 2015 року, командир «Чорний» вивів 5-й батальйон зі структури ДУК, а 14 лютого 2016 року батальйон був розформований, з виключенням «Чорного» з «Правого сектора». Надалі, за заявою Командувача УДА Дмитра Яроша, формування перебуває у резерві в складі УДА.
24 лютого 2022 року батальйон повернувся на бойове чергування та брав участь в обороні Києва.  Після визволення Київської області батальйон знову став резервним підрозділом.

## Структура
- 1-ша штурмова рота. Командир — «Да Вінчі»[14]. 26 серпня 2015 року виведена зі складу батальйону та переформатована в 1-шу окрему штурмову роту[4].
- 2-га штурмова рота «Чорні поплавки». Командир — Валерій Краснян «Барс» (до 2016)[14][15].
- 3-тя окрема стрілецька рота ДУК ПС[16] Дата створення: 24.12.2016 р. Командир: друг «Гонта»[17]
- підрозділ снайперів «Браконьєри».
- артилерійський підрозділ. На початок грудня 2014 року головний артилерист — «Гато», артилеристи — «Рудий», «Ворон», «Мартин», «Спалах», «Яр», «Шахматист», «Сивий», «Мухомор», «Поляк», «Ботан», «Трітон», «Аякс». Озброєння — три 100-мм протитанкові гармати МТ-12 «Рапіра», кожна з яких має власні імена на честь дівчат-бійців ДУК: «Арійка», «Марго», «Рута»; два автоматичні міномети калібру 82 мм «Васильок». У складі обслуги однієї гармати, зазвичай, чотири бійці, хоча за писаними правилами одна обслуга вимагає 6-7 людей. Двоє бійців підносять снаряди, заряджають і відкидають гільзи, а інші двоє виконують функції навідників, один з яких є командиром «Рапіри»[18].
- підрозділ аеророзвідки[19].
- авторота.

## Командування
- Владислав Литвин «Чорний»